# Lucio Dalla
Lucio Dalla, född 4 mars 1943 i Bologna, död 1 mars 2012 i Montreux, var en italiensk sångare-låtskrivare och skådespelare.
Dalla var verksam inom olika musikgenrer som folk, jazz och klassisk musik. Låten Caruso sålde över 9 miljoner exemplar. År 1992 framförde han Caruso tillsammans med Luciano Pavarotti i Modena. Dalla avled i en hjärtattack på ett hotell i Montreux.
Efter Dallas död uppstod diskussion i Italien om homofobi och de homosexuellas ställning i samhället. Dallas partner talade inför 50 000 människor i samband med begravningen i Bologna. Under sin livstid hade Dalla hållit låg profil med sin homosexualitet.
Asteroiden 6114 Dalla-Degregori är uppkallad efter honom och Francesco De Gregori.

## Diskografi (urval)
Studioalbum
- 1966 – 1999
- 1970 – Terra di Gaibola
- 1971 – Storie di casa mia
- 1973 – Il giorno aveva cinque teste
- 1975 – Anidride solforosa
- 1976 – Automobili
- 1977 – Come è profondo il mare
- 1979 – Lucio Dalla
- 1980 – Dalla
- 1983 – 1983
- 1984 – Viaggi organizzati
- 1985 – Lucio Dalla Marco Di Marco
- 1986 – Bugie
- 1988 – Dalla/Morandi / In Europa
- 1990 – Cambio
- 1993 – Henna
- 1996 – Canzoni
- 1999 – Ciao
- 2001 – Luna Matana
- 2003 – Lucio
- 2007 – Il contrario di me
- 2009 – Angoli nel cielo